# David S. Nahom

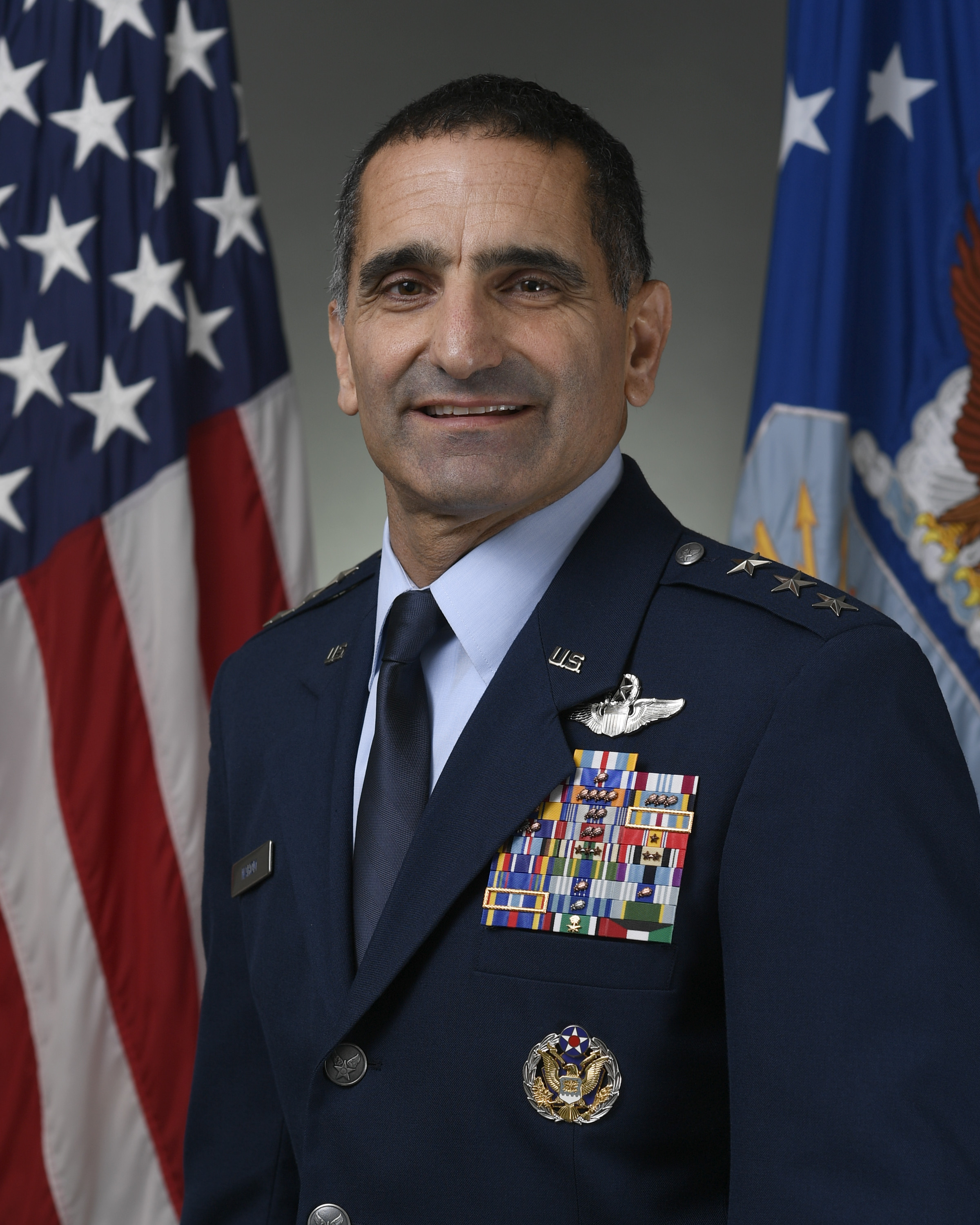
David S. Nahom (2019)

David S. Nahom  (* um 1966) ist ein pensionierter Generalleutnant der United States Air Force. Er war unter anderem Kommandeur der 11. Luftflotte (Eleventh Air Force).
Über das ROTC-Programm der University of Colorado Boulder gelangte er im Jahr 1988 in das Offizierskorps der United States Air Force. In dieser durchlief er anschließend alle Offiziersränge vom Leutnant bis zum Drei-Sterne-General.
Im Lauf seiner militärischen Karriere absolvierte er verschiedene Kurse und Schulungen. Dazu gehörten unter anderem eine Ausbildung zum Flugnavigator und zum Kampfpiloten und weitere Fortbildungskurse als Pilot von neuen Flugzeugtypen; die Squadron Officer School auf der Maxwell Air Force Base in Alabama; das Command and General Staff College der United States Army in Fort Leavenworth in Kansas; das Air War College auf der Maxwell AFB und das NATO Defense College in Rom in Italien.
In seinen frühen Jahren als Offizier der Luftwaffe war er an verschiedenen Stützpunkten in den Vereinigten Staaten stationiert. Dabei war er als Flugnavigator, Pilot, Flugausbilder oder Stabsoffizier bei unterschiedlichen Einheiten tätig. Dazwischen absolvierte er die erwähnten Schulungen. Zwischen Juni 1990 und Februar 1993 war er als Waffenoffizier in England auf der Royal Air Force Base Lakenheath stationiert.
In den folgenden Jahren setze er seine Offizierstätigkeit in den Vereinigten Staaten fort. Zwischenzeitlich war er von Juli 2001 bis zum Juli 2002 als Major bei den NATO-Truppen in der Türkei tätig. Ab Februar 2009 bis zum Juni 2010 war er in Südkorea stationiert und zwischen Juni 2010 und Juli 2012 kommandierte er als Oberst auf der Kadena Air Base in Japan die 18th Operations Group. Anschließend wurde er zur Hickham Air Force Base in Hawaii versetzt. Dort gehörte er bis zum März 2013 dem Stab der Pacific Air Forces an. Als Nächstes wurde er nach Alaska auf die Elmendorf Air Force Base versetzt, wo er zwischen März 2013 und August 2014 das 3. Geschwader (3rd Wing) kommandierte. Danach gehörte er bis zum Oktober 2015 als Director of Regional Affairs dem Stab des Hauptquartiers der Air Force an.
Nahoms nächste Mission führt ihn zur Langley Air Force Base in Virginia. Dort war er bis zum April 2017 Mitglied der Stabsabteilung für Planungen, Programme und Bedarf (Deputy Director of Plans, Programs and Requirements) beim Air Combat Command (ACC). Danach war er zwischen April 2017 und Mai 2018 stellvertretender Kommandeur des US Air Forces Central Commands und gleichzeitig auch stellvertretender Kommandeur der im Nahen Osten eingesetzten Luftstreitkräfte des United States Central Commands (Deputy, Combined Force Air Component Commander, US Central Command, Southwest Asia).
Es folgte eine Rückkehr zum Hauptquartier der Air Force. Zwischen Mai 2018 und September 2019 leitete er dort innerhalb der Stabsabteilung für Planungen die Unterabteilung für Programme (Director of Programs). Danach leitete er bis zum August 2022 die gleiche Stabsabteilung im Luftwaffenhauptquartier. Am 11. August 2022 übernahm David Nahom auf der Elmendorf Air Force Base in Alaska als Nachfolger von David A. Krumm das Kommando über die für Alaska zuständige 11. Luftflotte. Gleichzeitig kommandierte er in Personalunion den United States Alaskan Command und den für Alaska zuständigen Teil des North American Aerospace Defense Command (NORAD). Diese Ämter bekleidete er bis zum 9. August 2024 als Case Cunningham seine Nachfolge antrat. Anschließend schied er aus dem aktiven Militärdienst aus.
Während seiner aktiven Zeit als Militärpilot absolvierte er über 3400 Flugstunden auf verschiedenen Flugzeugtypen.

## Daten der Beförderungen
| Abzeichen | Rang               | Jahr              |
| --------- | ------------------ | ----------------- |
|           | Second Lieutenant  | 13. August 1988   |
|           | First Lieutenant   | 13. August 1990   |
|           | Captain            | 13. August 1992   |
|           | Major              | 1. Dezember 1999  |
|           | Lieutenant Colonel | 1. April 2004     |
|           | Colonel            | 1. Juli 2009      |
|           | Brigadier General  | 17. Oktober 2014  |
|           | Major General      | 2. Juni 2018      |
|           | Lieutenant General | 4. September 2019 |

## Orden und Auszeichnungen
David Nahom erhielt im Lauf seiner militärischen Laufbahn unter anderem folgende Auszeichnungen:
- Defense Distinguished Service Medal
- Air Force Distinguished Service Medal
- Defense Superior Service Medal
- Legion of Merit
- Distinguished Flying Cross
- Defense Meritorious Service Medal
- Meritorious Service Medal
- Air Medal
- Aerial Achievement Medal
- Air and Space Commendation Medal
- Air and Space Achievement Medal